# Jeremiah Bailey
Jeremiah Bailey (* 1. Mai 1773 in Little Compton, Newport County, Colony of Rhode Island and Providence Plantations; † 6. Juli 1853 in Wiscasset, Maine) war ein US-amerikanischer Politiker. Zwischen 1835 und 1837 vertrat er den Bundesstaat Maine im US-Repräsentantenhaus.

## Werdegang
Jeremiah Bailey besuchte die öffentlichen Schulen seiner Heimat und danach bis 1794 die Brown University in Providence. Nach einem anschließenden Jurastudium und seiner im Jahr 1798  erfolgten Zulassung als Rechtsanwalt begann er in Wiscasset, das damals noch zu Massachusetts gehörte, in seinem neuen Beruf zu arbeiten. Damals war er Mitglied der Föderalistischen Partei. Bei den Präsidentschaftswahlen 1808 war er einer der Wahlmänner für diese Partei. Zwischen 1811 und 1814 gehörte Bailey dem allgemeinen Gerichtshof von Massachusetts an. Von 1816 bis 1834 war er Richter an einem Nachlassgericht.
In den 1830er Jahren schloss er sich der Opposition gegen Präsident Andrew Jackson und dessen Demokratischen Partei an. Er wurde Mitglied der National Republican Party. Bei den Kongresswahlen des Jahres 1834 wurde Bailey als deren Kandidat im dritten Wahlbezirk von Maine in das US-Repräsentantenhaus in Washington, D.C. gewählt, wo er am 4. März 1835 die Nachfolge von Edward Kavanagh antrat. Da er bei den Wahlen des Jahres 1836 dem Demokraten Jonathan Cilley unterlag, konnte er bis zum 3. März 1837 nur eine Legislaturperiode im Kongress absolvieren.
Nach dem Ende seiner Zeit im US-Repräsentantenhaus widmete sich Bailey wieder seinen privaten Geschäften. Zwischen 1849 und 1853 arbeitete er für die Zollverwaltung in Wiscasset. Er starb am 6. Juli 1853.